# Илија Лукић (пуковник)
Илија Лукић (Горња Слатина, 31. јул 1937) је пуковник Војске Републике Српске.

## Биографија
Средњу геодетску школу завршио је 1955. у Сарајеву, Школу резервних официра, смјер земаљска артиљерија, 1961. у Задру, а Геодетски факултет 1983. у Загребу. Прије ступања у ВРС био је начелник артиљерије у моторизованој бригади, у чину мајора. У ВРС је био од дана њеног оснивања до демобилисања, априла 1996. Био је начелник артиљерије 16. крајишке моторизоване бригаде, помоћник за позадину команданта 16. крајишке моторизоване бригаде и оперативне групе. У чин пуковника унапријеђен је 1995. године. У ВРС је одликован Орденом Карађорђеве звијезде III реда.